# El Ejido
El Ejido là một đô thị thuộc tỉnh Almería, ở cộng đồng tự trị Andalusia, Tây Ban Nha. Đô thị này có diện tích 227 km², dân số năm 2005 là 68.828 người. 

## Biến động dân số
| 1999   | 2000   | 2001   | 2002   | 2003   | 2004   | 2005   |
| ------ | ------ | ------ | ------ | ------ | ------ | ------ |
| 51,485 | 53,008 | 55,710 | 57,063 | 61,265 | 63,914 | 68,828 |

Nguồn: INE (Tây Ban Nha)